# Caribbean Sunset
Caribbean Sunset je deváté sólové studiové album velšského multiinstrumentalisty Johna Calea, který rovněž album produkoval, z roku 1984. Mimo jeho tehdejší koncertní skupiny, kterou tvořil kytarista Dave Young, baskytarista Andy Heermans a bubeník David Lichtenstein, se na albu podílel i jeho dřívější spolupracovník Brian Eno.

## Před vydáním
Album bylo nahráno ve studiu Right Track Recording, které se nacházelo na osmačtyřicáté ulici na Manhattanu v New Yorku. První písní, která byla po příchodu do studia nahrána, byla improvizovaná „Experiment Number 1“. Cale v písni spoluhráčům oznamuje změny v právě vznikající písni.
Během nahrávání desky se ve studiu zastavil tenista Vitas Gerulaitis, který měl zároveň společnou kapelu s dalším tenistou Johnem McEnroem, a projevil zájem přispět svou hrou na kytaru. Důvodem, proč se tak nakonec nestalo, byl podle Calea „zatvrzelý“ zvukový inženýr, jenž nebyl ochotný ustoupit a Cale s ním nechtěl zacházet do příliš velké hádky.
Album mixoval Brian Eno, avšak na obalu uveden nebyl. Eno sehrál důležitou roli i při samotném nahrávání. Cale uvedl, že stačilo nechat na nahrávacím stolu čtyři nedokončené písně, k tomu lahev šampaňského a kaviár, a ve dvanáct hodin odejít. Když se pak Cale kolem šesté vrátil, Eno měl písně dokončené.

## Vydání
Album vyšlo v lednu 1984 jako jeho druhé album pro vydavatelství ZE Records a jde o jeho jediné studiové album, které dosud (září 2017) nevyšlo na CD. Na dotaz, zda Cale plánuje vydat reedici nahrávky, v roce 2016 odpověděl, že v daném okamžiku nikoliv. Původně vyšlo pouze na vinylové desce a audiokazetě a v 1990 vyšlo v reedici opět na LP u vydavatelství Mango Records.
V Německu k albu vyšel singl obsahující písně „Villa Albani“ (zpívanou a instrumentální verzi) a „Hungry for Love“. Pouze v Německu vyšel i singl „Hungry for Love“ / „Caribbean Sunset“. Ve Spojeném království pak vyšel singl, na jehož obou stranách byla píseň „Caribbean Sunset“.
Skladba „Model Beirut Recital“ později vyšla v koncertních verzích na albu Live at Rockpalast (2010, nahráno 1984) a rovněž na DVD ze zkoušky Circus Live (2007). Titulní píseň vyšla v roce 1994 na kompilaci Seducing Down the Door: A Collection 1970–1990 a rovněž na albu Live at Rockpalast. Na Live at Rockpalast vyšly i „Magazines“ a „The Hunt“.
V roce 2013 nahrál Carter Tanton, dřívější člen skupiny Lower Dens, svou verzi skladby „Caribbean Sunset“ na své album They're Flowers.
Autorem fotografie na titulní straně obalu je Caleova třetí manželka Risé Cale. Cale je na ní vyfocen ležící na pláži se slunečními brýlemi. Autorem designu na zadní straně obalu je Rob O'Connor. V horní části zadního obalu je rukou napsaný seznam skladeb a ve spodní pak hudebníci, kteří na albu hráli. Úplně dole jsou ostatní lidé, kteří se na něm podíleli.

## Skladby
Píseň „Model Beirut Recital“, která pojednává o Libanonu, zahajuje hlas muže v arabštině slovy „Bejrúte, jsi děvka a šukám tě třikrát za sebou“. Cale uvedl, že hlas patří libanonskému prodejci zbraní se značně pohnutou minulostí, kterého Cale paradoxně poznal přes Izraelce.

## Podpora alba
John Cale v rámci podpory alba odehrál koncertní turné, a to pouze na evropském kontinentu. První koncert proběhl dne 29. ledna 1984 v londýnském klubu The Venue a následně se Cale se svou kapelou přesunul do Západního Německa, posléze do Švýcarska, Belgie, Nizozemska, Dánska, Švédska a Norska. Odtud se vrátil zpět do Nizozemska, kde odehrál další dvě vystoupení, a nakonec zpět do Londýna, kde dne 24. února v sále Lyceum Ballroom turné uzavřel. Právě tento poslední koncert byl profesionálně nahrán a v září 1984 jeho část vyšla na desce John Cale Comes Alive.

## Kritika
Andy Strike album ve své recenzi pro magazín Mirror označil za obvyklou směs skvělých písní, vyzdvihoval například „Hungry for Love“. Magazín Trouser Press uvedl, že jde o „Caleovo do té doby nejméně zajímavé album“ a „samotné písně jsou příliš křehké, aby mohly podporovat jeho slova a váseň.“ Novinářka Ethlie Ann Vare svou pozitivní recenzi na album v časopisu Goldmine uzavřela konstatováním, že jelikož byla deska vydána malým vydavatelstvím, „nepřinese mu [Caleovi] žádné nové obdivovatele. A to je škoda.“

## Seznam skladeb
| Pořadí | Název                  | Autor                 | Délka |
| ------ | ---------------------- | --------------------- | ----- |
| 1.     | Hungry for Love        | John Cale, Dave Young | 3:48  |
| 2.     | Experiment Number 1    | Cale                  | 5:45  |
| 3.     | Model Beirut Recital   | Cale, Young           | 4:23  |
| 4.     | Caribbean Sunset       | Cale, Larry Sloman    | 4:15  |
| 5.     | Praetorian Underground | Cale, Young           | 3:08  |
| 6.     | Magazines              | Cale, Young           | 3:25  |
| 7.     | Where There's a Will   | Cale, Sloman          | 2:43  |
| 8.     | The Hunt               | Cale, Young           | 3:56  |
| 9.     | Villa Albani           | Cale                  | 5:25  |

## Sestava
Hudebníci
- John Cale – klávesy, kytara, zpěv
- Dave Young – kytara, zpěv
- Andy Heermans – baskytara, zpěv
- David Lichtenstein – bicí, perkuse
- Brian Eno – efekty
- neznámá osoba – hlas v úvodu písně „Model Beirut Recital“

Technická podpora
- John Cale – producent, výkonný producent
- Tome Roberts – spolupracovník producenta
- Tim „Thilby“ Crich – nahrávací technik
- David Schectesson – nahrávací technik
- Andy Heermans – nahrávací technik
- Rob O'Connor – design
- Brian Eno – mixing
- Risé Cale – fotografie